# Роузбад (Південна Дакота)
Роузбад (англ. Rosebud)  місцева назва Сікангу (ла.Sicanġu ) — переписна місцевість (CDP) в США, в окрузі Тодд штату Південна Дакота. Населення — 1455 осіб (2020).

## Географія
Роузбад розташований за координатами 43°14′31″ пн. ш. 100°49′11″ зх. д. / 43.24194° пн. ш. 100.81972° зх. д. (43.241910, -100.819748).  За даними Бюро перепису населення США в 2010 році переписна місцевість мала площу 33,71 км², з яких 33,58 км² — суходіл та 0,13 км² — водойми.

## Демографія
Згідно з переписом 2010 року, у переписній місцевості мешкало 1587 осіб у 417 домогосподарствах у складі 320 родин. Густота населення становила 47 осіб/км².  Було 476 помешкань (14/км²).
Расовий склад населення:
| - 95,0 % — корінних американців - 3,4 % — білих - 0,2 % — чорних або афроамериканців - 0,1 % — азіатів |

До двох чи більше рас належало 1,1 %. Частка іспаномовних становила 4,9 % від усіх жителів.
За віковим діапазоном населення розподілялося таким чином: 42,8 % — особи молодші 18 років, 53,2 % — особи у віці 18—64 років, 4,0 % — особи у віці 65 років та старші. Медіана віку мешканця становила 22,1 року. На 100 осіб жіночої статі у переписній місцевості припадало 90,3 чоловіків;  на 100 жінок у віці від 18 років та старших — 86,1 чоловіків також старших 18 років.
Середній дохід на одне домашнє господарство  становив 38 866 доларів США (медіана — 31 172), а середній дохід на одну сім'ю — 38 087 доларів (медіана — 31 719). За межею бідності перебувало 43,7 % осіб, у тому числі 51,4 % дітей у віці до 18 років та 37,3 % осіб у віці 65 років та старших.
Цивільне працевлаштоване населення становило 477 осіб. Основні галузі зайнятості: освіта, охорона здоров'я та соціальна допомога — 44,9 %, публічна адміністрація — 17,0 %, фінанси, страхування та нерухомість — 8,4 %, мистецтво, розваги та відпочинок — 7,5 %.